# Pere de Darnius
Pere de Darnius, President de la Generalitat de Catalunya, nomenat en 12 d'agost de 1437.
Va ser canonge i sagristà major de la catedral de Girona. Va representar, com a procurador, el bisbe de Girona a les Corts Catalanes entre 1414 i 1436. Va ser, en una data posterior, canonge de la catedral d'Elna.
En aquest període, continuava la demanda de recursos per part del rei Alfons per atendre la seva lluita amb Nàpols. Les Corts de 1440 aprovaren enviar una galera de la Generalitat amb 300 ballesters.
En 1439 s'inicià la construcció d'un port a Barcelona. També durant 1439 i per culpa de la pesta que afectava Barcelona, bona part dels diputats i oïdors es traslladaren temporalment a Vic.